# ТЕС Трес-Лагоас
20°44′50″ пд. ш. 51°39′43″ зх. д. / 20.74722° пд. ш. 51.66194° зх. д.
ТЕС Трес-Лагоас – теплова електростанція на півдні Бразилії у штаті Мату-Гросу-ду-Сул. Певний час носила назву ТЕС Luiz Carlos Prestes.
Станція складається із двох блоків комбінованого парогазового циклу потужністю по 193 МВт. У кожному з них дві газові турбіни потужністю по 65,3 МВт живлять через котли-утилізатори одну парову турбіну з показником 62,5 МВт. Газові турбіни ввели в експлуатацію у 2004 році, а парові стали до ладу в 2010-му.
ТЕС розрахована на споживання природного газу, який надходить з Болівії по газопроводу Gasbol. При роботі на повній потужності станція потребує 1,9 млн м3 блакитного палива на добу.
Видача продукції відбувається по ЛЕП, розрахованій на роботу під напругою 138 кВ.